# В ночь большого прилива
«В ночь большого прилива» — фантастическая трилогия Владислава Крапивина. Состоит из повести или рассказа «Далёкие горнисты», повестей «В ночь большого прилива» и «Вечный жемчуг», опубликованных в периодических изданиях в 1970, 1977 и 1978 годах соответственно. Первое книжное издание вышло в 1979 году. Содержит сказочные и фантастические мотивы.
Главный герой, Сергей Витальевич, чудесным образом оказывается в сказках, напоминающих сны, где превращается в двенадцатилетнего и обретает друзей. Неожиданно он понимает, что испытывает ностальгию по детству, и на протяжении трилогии помогает товарищам обрести утраченный дом. Во время приключений Сергей побеждает чудовище — Железного Змея, сражается в поединке с диктатором — Канцлером; герои оказываются в далёком необитаемом мире, встречают разумного краба и находят волшебный «вечный жемчуг».
Трилогия посвящена борьбе добра со злом, затрагивает традиционные для Крапивина темы дружбы, преданности, мужества. Исследователи отмечали сновидческие и визионерские мотивы, переплетение реальности и снов, стирание границ между действительностью и вымыслом, обыденным и чудесным.

## Создание и публикации
По воспоминаниям Крапивина, историю и приключения трёх мальчишек в старинном городе, включая старый дом и битву с Железным Змеем, он увидел во сне (подобно написанию романа «Голубятня на жёлтой поляне»). Писатель утверждал, что хотел рассказать «о силе дружбы, о том, что она может преодолеть самые, казалось бы, невероятные, самые фантастические преграды». Литературный критик В. Бугров считал «Далёких горнистов» вполне самостоятельным и цельным произведением, хотя, оценивая всю трилогию, полагал, что уже при написании повесть планировалась как вводная часть, завязка более широкой работы и в итоге в неё вписалась.
Повести первоначально публиковались в периодических изданиях: в 1970 году в журнале «Пионер» были напечатаны «Далёкие горнисты» (в 1971 году включены в одноимённый авторский сборник), в 1977—1978 годах в «Уральском следопыте» появились «В ночь большого прилива» и «Вечный жемчуг». Произведения вошли в авторский сборник «В ночь большого прилива», изданный в 1979 году в Свердловске Средне-Уральским книжным издательством (серия «Библиотека юношества»), а четырьмя годами позже, в ноябре 1983 года трилогия вышла в популярной серии «Библиотека приключений и научной фантастики» издательства «Детская литература». Тираж каждого из книжных изданий составил 100 000 экземпляров. В оформлении обложки и иллюстрациях первого книжного издания и публикаций в «Уральском следопыте» использовались рисунки Евгении Стерлиговой. В дальнейшем трилогия неоднократно переиздавалась, а также была выпущена в формате аудиокниги.

## Сюжет
Повествование ведётся от лица главного героя — Сергея Витальевича, который в обычной жизни является «литературным директором» городского театра юного зрителя. Сергей чудесным образом попадает в сказки, напоминающие сны, где превращается в двенадцатилетнего, и где его ожидают удивительные и опасные приключения. Неожиданно он понимает, что испытывает ностальгию по детству и настоящей дружбе, и на протяжении трилогии помогает двум новым друзьям обрести утраченный дом.
В первой повести Сергей оказывается в древней полуразваленной крепости, где знакомится с трубачом Валеркой и его маленьким братом — Братиком, которые становятся его друзьями. Братья, как выясняется, жили здесь пятьсот лет назад. Валерка сбивчиво рассказывает о том, что на город-крепость напали враги, «всадники Данаты» и меченосцы. Он был трубачом и дежурил на угловой башне; Валерка успел подать сигнал, но братья, упав со стены, оказались в нашем времени (как это произошло, не объясняется). Они хотят вернуться домой и сражаться, но нуждаются в помощи Сергея, что ставит его перед трудным выбором между долгом и привязанностью. Для этого нужно ровно в полночь перевести стрелки часов на пятьсот лет в старом доме (это сделать не удаётся) либо уничтожить Железного Змея, который преграждает Валерке и Братику путь домой. После некоторых колебаний Сергей легко побеждает чудовище, ему помогает найденный на старом кладбище волшебный меч, который проходит сквозь Змея «как сквозь бумагу». Валерка делает из металлических остатков Змея некую машину, герои взлетают и исчезают. Братья благополучно возвращаются в свой мир, «где не доиграна битва и где он [Валерка] оставил свою трубу».
Во второй повести Сергей снова попадает в детство и оказывается в мрачном средневековом Городе, героя приводит туда Валерка. Выясняется, что мир друзей является другой планетой (или другим измерением), а при возвращении братьев забросило в свой мир, но не в то время, в котором они жили, а на триста лет позже. Сергей узнает, что Валерка спас город, — когда он затрубил, защитники построились в боевые треугольники и разбили врага; сейчас его называют Юным Трубачом, Спасителем Города. Местные учёные изучали время, и главному из них удалось проникнуть в будущее: «Лет двести назад Большой Звёздный Мастер… сумел победить время и побывать в глубине будущего. Он записал всё, что должно случиться на много веков вперёд» . Все заранее знают будущее планеты и судьбу каждого человека, эти сведения записаны в Книгах Белого Кристалла. Каждый человек, если захочет, может получить медальон с предсказанием собственной судьбы. Жизнь основана на абсолютном детерминизме, который исключает свободу воли. Горожане покорны Предопределению и не способны на сопротивление: если известно, что произойдёт несчастье (например, стихийное бедствие), ни один взрослый не пытается его предотвратить.
На этой планете наступили смутные времена: Эра Багровых Облаков, когда все враждуют и воюют друг с другом. Период вражды необходим, чтобы «победила Истина»; после Эры Багровых Облаков наступит Время Синей Воды, и народ будет жить «счастливо и мирно при мудром правлении Великого Канцлера Га Ихигнора». Население расколото на конфликтующие группы, которые обвиняют друг друга в жажде власти и нежелании трудиться, люди сражаются с целью и без цели: чтобы не платить налоги, ради почётных званий или мести обидчикам. В междоусобице участвуют и мальчишки, разделённые на факельщиков и барабанщиков. Великий Канцлер, диктатор Города, пользуется пассивностью и фанатизмом жителей, ему выгодна ситуация смуты и вражды. Он стравливает горожан между собой и приказывает своим гвардейцам убивать детей во имя «предначертанного будущего». После того, как шестерых барабанщиков закалывают в переулке у стены, ребята решают объединиться и устроить заговор, чтобы «разбить предсказания Белого Кристалла»; заговор проваливается. Сергей узнаёт, что согласно Книгам раненый Братик должен сегодня умереть, и собирается убить Канцлера. Правитель уверен, что он неуязвим, но герой совершает подвиг и убивает Канцлера в поединке во дворце. Братик остаётся жить, его «медальон раздавлен на полу — видимо, на него случайно наступили». Предопределение рушится, мальчишки — барабанщики и факельщики — спасены.
Третья повесть завершает историю. Выясняется, что Валерку зовут Иту Лариу Дэн. Теперь переход в возраст двенадцати лет усложняется, необходимо строительство «лабиринта», который останавливает время, но забирает часть жизни у строителя. Герои попадают на берег океана, где стоит старый маяк. Там они встречают разумного краба и в награду за доброжелательность и заботу получают от него со дна моря «волшебный вечный жемчуг». На маяке ребятам приходится вступить в яростную схватку с крылатой нежитью, напоминающей огромных летучих мышей. Так как друзья задержались, «волна времени» от исчезающего лабиринта отправляет их неизвестно куда, на тысячу лет вперёд, в необитаемый, предположительно постапокалиптический мир. На это указывает пустая взлётная полоса для военных самолётов. Преодолеть время и пространство и вернуться домой героям помогает никогда не гаснущий вечный жемчуг, который оказывается «каплей звёздного дождя». Герои подбрасывают жемчуг, используя самодельный лук и стихотворное заклинание, и он становится звездой. В конце повести им удаётся соединить два мира капроновой веревочкой, хотя по космическим законам планеты должны разойтись.

## Мир трилогии
Для поэтики трилогии характерно отождествление обыкновенного и чудесного, представление чудесного обыденным и естественным. Миры, в которых оказывается главный герой, по выражению писателя Ю. Бриля, затеряны в бесконечности. Они находятся и далеко, и близко — космические расстояния не являются проблемой; в другое измерение помогают попасть, на чём настаивает Крапивин, совершенно обычные места, пролом в школьной стене или заросшее поле в дачном посёлке, когда вместо дач неожиданно возникают необычные длинные дома с полукруглыми окнами, террасами и галереями. Школа вдруг начинает выглядеть старой, а за грудой матов в физкультурном зале обнаруживаются каморка и длинный коридор, служащий проходом в другое измерение. Необычной становится «пыльная лампочка» или верёвочка из капрона, связывающая планеты, а волшебный меч-кладенец влияет на пространство и время: с его помощью можно сразу переместиться на большое расстояние.
Перемещения героев в пространстве и времени, в ходе которых земля «уходит из-под ног», а пространство «сдвигается и перекашивается», указывают на фантастичность событий. В первой повести содержатся указания, что ребята попали во временное кольцо и нужно разорвать таинственную «цепь времени». Литературовед Н. Богатырёва предполагала, что причиной перемещения мог стать сигнал трубы Валерки. Во второй и третьей повестях упоминаются планеты, «переход» и «лабиринт». Во второй части «переход» объясняется тем, что в ночь полнолуния сильный прилив провоцирует толчок, планета чуть смещается с орбиты во времени и в пространстве и как бы сталкивается с другими мирами. В этот момент герой ощущает раздвоение, в то время как возвращение назад проходит незаметно. В третьей повести причиной связи между мирами называются специфические законы, знание которых позволяет Валерке в особый момент отправить в мир Сергея раковину «по солнечным лучам, когда дует полуденный ветер». Здесь герои используют «лабиринт», соединяющий множество пространств; процесс его создания и его свойства не объясняются, однако указывается, что его строительство забирает часть жизни у строителя, а при повторении отнимает жизнь целиком. Лабиринт останавливает и сжимает время, которое, возможно, исчезает в нём. Проходя через лабиринт между высокими стенами, герои видят странные и прекрасные явления: движущиеся в тумане мерцающие «россыпи неярких звёзд и… целые спиральные галактики» и «разноцветные планеты», напоминающие ёлочные шары, которые при сближении оказываются бесплотными.
Время во второй повести считается обратимым и относительным, представляется, по словам Валерки, подобием «струн, которые звучат то вместе, то вразнобой», рассыпающихся бус или запутанной петли, которая движется разнонаправленно и которую «можно рассечь и пробиться через сотни лет». По оценке литературоведа О. Челюкановой, такое описание является интеллектуальным и теоретическим обоснованием «симультанного» хронотопа, для которого характерно одновременное протекание различных процессов в рамках художественного произведения. Время в двух мирах течёт по-разному: Сергею кажется, что переход через коридор занимает «полжизни»; два часа времени в его мире соответствуют примерно суткам в мире друзей; из солнечного дня на Земле он попадает в ночное время.
Другой мир напоминает как Землю, так и забытый сказочный мир: описываются бревенчатый дом с массивными воротами, похожий на крепость; зелёный холм и белые башни с флюгерами и т. д. Мир Земли ассоциируется с безопасностью, он выше по уровню развития, а герой оказывается супергероем, демонстрируя земные фехтовальные навыки. Два мира различаются интересами их обитателей: мир Земли подчиняется материальным интересам, люди изобрели «порох, машины, ракеты»; в другом мире учёные проникают в тайны времени и мысли, пытаются понять, «как далёкое сделать близким и дотянуться рукой до звёзд». Город из второй повести схож с феодальными городами Европы (башни, бастионы, крутые крыши), эти черты дополняются романтическими деталями: галереи с арками и висячими мостиками соединяют почти все сооружения. Согласно сравнительному анализу антропонимикона, выполненному филологом А. Кудрявцевой, ввиду того, что параллельный мир сильно отличается от нашего мира, для него придумываются новые имена, которые могут маскироваться, — одно называется в честь другого. К примеру, Сергей называет друга Валеркой, потому что тот похож на другого Валерку. Герой может иметь несколько имён: Валерка называет младшего брата Васильком, а Сергей во внутренней речи зовёт его Братиком. Другой мир обозначают имена, образованные звуковым или графическим способом (Иту Лариу Дэн, Га Ихигнор Тас-ута) или с помощью апеллятивов (Звёздный Мастер).
Внешне тонкая и слабенькая верёвочка выполняет ключевую функцию в третьей повести, соединяя планеты. В тексте несколько раз подчёркивается, что капроновый моток необыкновенно прочен: его невозможно разрезать ножом или развязать на нём узел, поскольку верёвочка сравнима по твёрдости со стальным тросом или струной, с её помощью можно удерживать человека над пропастью. Двадцатиметровая верёвочка привязывается с одной стороны к ржавому якорю, который накрепко врастает в планету, а с другой стороны — к железному шиповнику, корни которого достигают центра Земли.

### Железный Змей
Образ «громыхающего» Железного Змея занимает центральное место в сюжете первой повести. Змей описывается как груда металлолома, его туловище напоминает «ржавую цистерну с наростами из помятых рыцарских панцирей и кирас», с треснувшими фарами на месте глаз. Крыльями служат автомобильные дверки и кровельные листы, а хвост состоит из «металлических бочек, дырявых вёдер и бидонов». Змей способен бесшумно подниматься в воздух и резко пикировать, хотя в целом представляет собой «железную рухлядь». Образ пародирует «привычных» злодеев, имеет сходство со Змеем Горынычем и косвенно отсылает к европейским средневековым драконам. Пародийно-иронический пафос битвы со Змеем (заменяющий героический пафос былинно-фольклорных сцен), по мнению критика В. Борева, является безадресной иронией, которая никак не помогает раскрытию идеи о верности дружбе. По мнению Богатырёвой, Змей не пугает Сергея, а вызывает у него любопытство, поскольку для героя, по мысли писателя, важнее преодолеть собственные страхи и сомнения. По мнению литературоведов И. Минераловой и А. Харитоновой, в образе чудовища сочетаются научная фантастика и стимпанк.

### Канцлер
Канцлер воплощает зло, он ответственен за преднамеренные убийства детей. Образ Канцлера, его агрессивность переданы с гротеском, в тёмных тонах, что характерно для сказки. Н. Богатырёва считала, что Канцлер, с одной стороны, обладает чертами сказочного Кощея, на что указывают его рост, костлявость, узкое лицо, чёрная одежда и т. д. С другой стороны, образ имеет социальные коннотации: Канцлер выставляет себя защитником народа, однако на самом деле жесток и равнодушен, стремится к абсолютной власти. Исследователь интерпретировала предсказанную в волшебных книгах историю города как отсылку к истории СССР: Эра Багровых Облаков означает гражданскую войну, Время Синей Воды — сталинскую диктатуру; Канцлер этой эпохи будет «мудро» править, осуществляя террор в отношении народа, но изображая скорбь и горе. Время Второго Рассвета Богатырёва трактовала как будущий коммунизм, который принесёт народу другой диктатор, «Га Ихигнор Тас-ута». Исследователь заключала, что образ Канцлера не сводится к советской истории и остаётся достаточно абстрактным и типичным; исходя из названия должности, его можно трактовать и как отсылку к Средневековью. Публицист Е. Савин связывал образ с необратимостью времени, Канцлер сообщает герою правду о том, что он старше двенадцати лет, на которую герой отвечает не имеющим силы заклинанием: «Мне всегда было и будет двенадцать».

### Волшебный краб и крылатые нежити
С фольклорной, народно-поэтической традицией связан образ доброго и разумного краба, выполняющего функции волшебного помощника: морской обитатель понимает человеческий язык, владеет человеческой мимикой и жестами, хотя не говорит. Подобно помощникам из сказок, краб выделяется своими размерами по сравнению со своими соплеменниками. Как полагала Н. Богатырёва, крылатые нежити, с которыми столкнулись герои, описаны в стиле полотен И. Босха, Гойи или Питера Брейгеля Старшего. Чудовища представляли собой большие «мягкие мешки из мокрой кожи» с «отвратительными» человеческими лицами и «осмысленной ненавистью в тусклых жёлтых глазах». По мнению Богатырёвой, зловещие образы летающих тварей описаны гротескно и в то же время достоверно, они выглядят как воплощение в жизнь ночного кошмара.

## Критика

### Рецензии
В. Борев писал в рецензии (журнал «Детская литература») о теме «Далёких горнистов»: человек подчинён времени, однако в реальность детства можно вернуться через память, фантазии и сны; эту идею сам автор выразил в конце. Вопрос о необратимости времени и невозвратности детства критик считал важным, но полагал, что решать его следует более реалистично, не через сны, а сохраняя во взрослой жизни такие качества, как чистота, честность и прямота, преданность друзьям. По мнению Борева, придуманный писателем мир выглядит ярко, в нём присутствуют заметные и ощутимые детали, будь то сухая травинка, торчащая из шва на сандалии, или лунный свет на полу. Критик отметил, что события чрезмерно усложнены, а в созданной автором странной фантазии временами отсутствуют художественная логика и смысловое содержание. Тон повести местами неоправданно сентиментальный (например, имя «Братик»), что сам автор пытается неубедительно обосновать. Писатель Ю. Яровой в положительной рецензии (газета «На смену!») отметил лирический романтизм автора и сопоставил поэтическую атмосферу повести с «Маленьким принцем» А. Сент-Экзюпери.
Рецензенты С. Цымбаленко и Ю. Шмаков посчитали «В ночь большого прилива» актуальной, в контексте событий в Чили, и отмечали посыл Крапивина о том, что будущее — это дети, которые поэтому всегда правы. Была отмечена перекличка с романом «Мальчик со шпагой», образ Сергея напоминает Сергея Каховского. Журналист С. Цымбаленко считал, что обращение Крапивина к сказке после «Мальчика со шпагой» не случайно: речь идёт о сказке, которая отражает законы жизни. Критик связывал события повести с современностью, убийства детей в «Ночи» с подобными расправами в Чили или ЮАР. По его мнению, мальчишки первыми осознают несправедливость постоянных раздоров и становятся «маленькими солдатами… которые дерутся против войны». Эта роль отводится мальчишкам целенаправленно, поскольку Крапивин связывает будущее именно с детьми. По мнению Цымбаленко, автор противопоставляет мировоззрение активного действия идее невмешательства. Цымбаленко заключал, что повесть продолжает авторскую тему «становления характера гражданина», воспитывает гражданское мужество и боевое товарищество. Писатель и журналист Шмаков считал повесть «удивительно ёмкой», «умной и своевременно звучащей». Рецензент отметил сочетание романтического антуража, «светлой печали» по детству и деятельного утверждения Добра. Критик, рассматривая повесть в контексте спорной проблемы вмешательства («Трудно быть богом» и «Обитаемый остров» братьев Стругацких), заключал, что Крапивин подходит к проблеме с иной стороны: в отличие от героев Стругацких, которые вмешивались в ход истории в ситуации неопределённости будущего, мальчишки Крапивина изменяют предначертанное будущее, что, с точки зрения писателя, допустимо.
Писатель и публицист Ю. Бриль сопоставил «В ночь большого прилива» с «Четвёртым ледниковым периодом» Кобо Абэ, отметив сходство в проблеме конфронтации настоящего и грядущего, «пожирания» настоящего будущим. Согласно критику, подход Абэ связывается с безнадёжным пессимизмом, герои Крапивина вознаграждаются за дерзновенность. Литературный критик В. Ревич высоко оценил вторую повесть и сравнил её с романом О. Ларионовой «Леопард с вершины Килиманджаро», посчитав, что Крапивин в той или иной степени полемизирует с идейно-нравственным посылом романа. В обоих произведениях описано нежизнеспособное общество, где нет свободы воли; люди досконально знают своё будущее, включая дату собственной смерти. Если герои Ларионовой не видят в этом никакой проблемы и даже гордятся этим знанием (что критик считал странным), то мальчишки Крапивина догадываются, что нужно бороться с властью, и понимают, как надо поступить, чтобы уничтожить книгу предсказаний. Ю. Бриль посчитал, что в «Вечном жемчуге» совмещение реальности с фантастикой и сказкой было выполнено своеобразно, в ней оптимизм сочетался с «реальностью борьбы и жертв».

### Жанровые особенности
Трилогию считали несколько осовремененной версией волшебной сказки, относили к жанру фэнтези, первая повесть рассматривалась Ю. Шмаковым как близкая к «чистой» фантастике («фэнтэзи»), вторую критик считал редким для детской литературы образцом социальной фантастики. Литературовед Е. Брандис характеризовал трилогию как «романтическую», литературовед Е. Великанова — как «фантастическую». Литературоведы И. Минералова и А. Харитонова считали, что трилогия близка к сказке, но всё же относится к фантастическому жанру. Главный редактор «Уральского следопыта» С. Мешавкин писал, что в трилогии сочетаются фантастика, реальность и сказка.
Н. Богатырёва, рассматривая трилогию в одном ряду с такими произведениями автора, как «Дети синего фламинго», «Голубятня на жёлтой поляне» и «Оранжевый портрет с крапинками», считала проблематичным их точное отнесение к какому-либо жанру и склонялась к жанру литературной сказки с элементами фантастики (в большей степени, чем сказочной фантастики — научной фантастики с элементами сказки). Е. Савин полагал, что на протяжении трилогии происходит сдвиг от сказки, от сказочных правил к фантастике; во второй и третьей частях появляются фантастические элементы, в этих повестях присутствует бо́льшая жестокость, чем принято в сказке (Сергей уязвим, его можно ранить или убить), хотя персонализация моделей поведения, включая и сосредоточение зла в одном персонаже (Канцлер), скорее характерна для сказки. Волшебная верёвочка сочетает в себе сказку и фантастику. Согласно литературоведу Ю. Аникиной, развитие конфликта в трилогии частично подчиняется логике сказки: в первой части конфликт связывается с мотивом змееборчества, во второй повести герои уже пытаются рационально преодолеть силу привычки — навязанные представления о ходе истории.
«Далёкие горнисты» рассматривались как повесть или рассказ.

### Общие оценки
Критики называли главной темой трилогии глобальный конфликт добра и зла, а также веру в мечту и в чудо и утверждение того, что за счастье и мечту надо бороться. Трилогию объединяют вечные темы мужества, честности, смелости, самопожертвования; значимые, по оценке В. Ревича, как для детей, так и для взрослых идеи добра, преданности и дружбы, которой не могут помешать никакие препятствия, даже законы мироздания. Как полагал биограф писателя А. Щупов, верёвочка, связывающая расходящиеся планеты, выражает суть авторского мироустройства: истину можно найти поблизости, а не на дальних дорогах, если «пошире распахнуть глаза и прислушаться к шёпоту сердца». Трилогия затрагивает тему борьбы с предопределением; одним из главных символов трилогии Ю. Аникина называла разбитый медальон Братика, содержавший неисполненное предсказание о его смерти.
Сказочные и фантастические детали или образы, по мнению Ю. Бриля, являются теми или иными нравственными символами; автор не прибегает к морализации, а использует форму увлекательных приключений. В отличие от А. Алексина, Крапивин не ставил вопрос об отличиях добра от зла, зло в трилогии чётко оформлено. По мнению Бриля, в изображении автора полностью ненаучные «чудеса» выглядят убедительными, Крапивин показывают, что каждый может стать ребёнком, если помнит детство. В. Бугров усматривал в повестях трилогии «пронзительный» лиризм и отмечал мотивы грусти в первой части, тревоги — во второй и счастья — в третьей, хотя в ней герои прощаются со сказкой. По оценке Ревича, в трилогии

есть всё, что требуется в подобных случаях, — и старые гриновские корабли в заброшенных гаванях, и волшебный кристалл, предсказывающий будущее, и разумные крабы… Да, в строгой «научной» фантастике едва ли допустимо связывать две планеты верёвочкой, пока ребята ни побудут вместе, но так ли это важно?
Критик и публицист Е. Савин полагал, что трилогия рассказывает о противостоянии Времени, о попытке обмануть его, нарушить необратимый ход, чтобы остаться ребёнком; герой трилогии переживает драматический период расставания с детством. По мнению Савина, переход из взрослого состояния в детство, процесс превращения в ребёнка постепенно усложняется: если в первой повести это лёгкий сон, то в третьей повести он забирает часть жизни. Сергей готов погибнуть в поединке с Канцлером, чтобы навсегда остаться двенадцатилетним. В последней повести герой уже женат, и теперь, чтобы обмануть время, нужно отнять часть жизни у друга, что, по мнению Савина, является эгоизмом и, возможно, чрезмерной платой за состояние детства. Автор снимает с героя ответственность, придумав верёвочку, которая замедляет ход времени. По характеристике И. Минераловой и А. Харитоновой, взрослый герой претерпевает процесс своеобразного «обратного взросления» и соединяет в себе и взрослое, и детское сознание.
Ю. Аникина усматривала в трилогии отражение столкновения рационального и эмоционального — конфликт начинается внутри главного героя и затем проявляется вовне; внешний и внутренний конфликты переплетаются. Если в первой части Сергей считает изменения в возрасте и внешности частью сна, то позднее он уже осознанно отождествляет себя с двенадцатилетним. Причиной конфликта и последующего возвращения в детство, по мнению Аникиной, является осознание разрыва между нравственными идеалами и реальностью. Ю. Аникина полагала, что Сергей, становясь ребёнком, не отвергает рациональное мышление, а будучи взрослым, сохраняет в себе детские переживания. С последними связаны способы решения конфликта (например, убийство Канцлера) — герой эмоционально реагирует на несправедливость, защищая добро. К детским качествам, от которых Сергей не отказывается, относятся открытость миру, верность идеалам, искренность, неприятие прагматизма. Аникина заключала, что можно говорить о балансе рационального и эмоционального в рамках разрешения конфликта.
Как полагала кандидат филологических наук А. Синицкая, эмоциональные образы повести «В ночь большого прилива» связаны с советской песенной лирикой, фабула и лейтмотивы произведения представляют собой вариацию на тему известной в 1970-е годы песни «Брестский трубач» (композитор В. Рубин, автор текста Б. Дубровин); однако, по мнению Синицкой, переплетение реальности и сновидений, в котором спасители города — разнообразные барабанщики, сигнальщики и горнисты — оказываются однотипными подобиями и отражениями друг друга, отдаляет сюжет от советских идеологем. Минералова и Харитонова тоже отмечали центральный мотив сна, связанный с переходом между реальностями: герой воспринимает события как сон, не удивляется и не испытывает страх. Литературный критик В. Владимирский характеризовал произведения трилогии как визионерские или сновидческие, эмоционально яркие (что порождает «эффект остранения») и слабо достоверные. В мирах трилогии стирается различие между воображением и материальным миром, а злодеи и чудовища изображаются скорее нелепыми, чем страшными. Хождение по снам, по мнению критика, связывается исключительно с желанием вернуться в детство: автор отказывается «от опыта в обмен на невинность, от сухого знания ради непосредственного переживания».

## В творчестве писателя
Трилогия повлияла на дальнейшее развитие фантастико-философского творчества Крапивина. Дружба становится основополагающей для мироздания автора, появляется пара «подросток — взрослый». Сохранивший детское мировосприятие взрослый впервые фигурирует как один из главных героев. В трилогии возникает тема параллельных миров, их многовариантности и условий взаимодействия. Взрослый герой у Крапивина впервые заявляет, что «мне всегда было и будет двенадцать», эта фраза стала девизом для поклонников крапивинского творчества. Как полагал А. Щупов, трилогия отличалась от предыдущих книг и стала поворотным моментом для многих читателей Крапивина, который создал уникальный мир, не имеющий ничего общего с традиционной научной фантастикой.
Е. Савин сопоставил трилогию и «Голубятню на жёлтой поляне», обнаружив ряд сходств, начиная со схемы, по которой разворачивается действие: наличие связи между двумя схожими мирами, перемещение героя из одного мира в другой, чтобы сразиться с врагами. В обоих случаях упоминается героическое или легендарное событие (в «Ночи» это «Стена»), связанное с массовым убийством детей-барабанщиков. По мнению Савина, более значимы различия произведений, прежде всего в характерах главных героев: если Сергей сохраняет в себе ребёнка и выступает в качестве старшего брата, выстраивая с друзьями отношения «на равных», то Яр из «Голубятни» скорее выполняет роль отца для детей (в то время как отцовские чувства Сергея лишь формируются), хотя гораздо менее деятелен в борьбе со злом, чем Сергей. По мнению Савина, в «Ночи», в отличие от «Голубятни», события подчиняются причинно-следственной логике и не требуют сложных интерпретаций.
В разных мирах, описанных в цикле о Великом Кристалле, на старинной монетке встречается профиль мальчишки-трубача, который спас город от врагов, что отсылает к образу Валерки.
Повесть «В ночь большого прилива» по итогам 1977 года получила памятный приз от журнала «Уральский следопыт».

## Издания и адаптации
| Произведение            | Год  | Журнал             | Место издания | Номер | Издательство                          | Страницы | Тираж     | Примечание          |
| ----------------------- | ---- | ------------------ | ------------- | ----- | ------------------------------------- | -------- | --------- | ------------------- |
| Далёкие горнисты        | 1970 | Пионер             | Москва        | 1     | Правда                                | 22—32    | 1 350 000 | Илл. П. Багина      |
| В ночь большого прилива | 1977 | Уральский следопыт | Свердловск    | 12    | Средне-Уральское книжное издательство | 18-48    | 275 000   | Илл. Е. Стерлиговой |
| Вечный жемчуг           | 1978 | Уральский следопыт | Свердловск    | 9     | Средне-Уральское книжное издательство | 30—61    | 275 000   | Илл. Е. Стерлиговой |

| Год  | Название                 | Издательство                          | Место издания | Серия                                                      | Страницы | Тираж   | Обложка | Примечание                                                                          |
| ---- | ------------------------ | ------------------------------------- | ------------- | ---------------------------------------------------------- | -------- | ------- | ------- | ----------------------------------------------------------------------------------- |
| 1971 | Далёкие горнисты         | Средне-Уральское книжное издательство | Свердловск    |                                                            | 14—32    | 100 000 | Твёрдая | В составе авторского сб. Худ. Ф. Божко                                              |
| 1971 | Только один старт        | Средне-Уральское книжное издательство | Свердловск    | Уральская библиотека. Приключения. Фантастика. Путешествия | 174—194  | 75 000  | Твёрдая | в составе сб. фантастических рассказов и повестей. Сост. В. Бугров. Илл. А. Тертыша |
| 1975 | Всадники со станции Роса | Детская литература                    | М.            |                                                            | 262—413  | 150 000 | Твёрдая | В составе сб. Илл. Е. Медведева                                                     |

| Год        | Название                                   | Издательство                              | Место издания   | Серия                                                           | Страницы | Тираж         | Обложка | Примечание                                                         |
| ---------- | ------------------------------------------ | ----------------------------------------- | --------------- | --------------------------------------------------------------- | -------- | ------------- | ------- | ------------------------------------------------------------------ |
| 1979       | В ночь большого прилива                    | Средне-Уральское книжное издательство     | Свердловск      | Библиотека юношества                                            | 103—286  | 100 000       | Твёрдая | Авторский сб. Худ. Е. Стерлигова                                   |
| 1983       | В ночь большого прилива                    | Детская литература                        | М.              | Библиотека приключений и научной фантастики                     | 91—255   | 100 000       | Твёрдая | Илл. А. Матрёшина                                                  |
| 1988       | Тень Каравеллы                             | Средне-Уральское книжное издательство     | Свердловск      |                                                                 | 262—413  | 100 000       | Твёрдая | Илл. Е. Стерлигова                                                 |
| 1993       | Владислав Крапивин. Том 6—7                | Независимое издательское предприятие «91» | Екатеринбург    | Владислав Крапивин. Собрание сочинений в девяти томах           | 74—217   | 100 000       | Твёрдая | Илл. П. Крапивина                                                  |
| 1994       | В ночь большого прилива                    | Нижкнига                                  | Нижний Новгород | Владислав Крапивин (Нижкнига)                                   | 5—152    | 50 000        | Твёрдая | Илл. П. Крапивина. В составе сб.                                   |
| 1998       | В ночь большого прилива                    | Центрполиграф                             | М.              | Классическая библиотека сказочных приключений                   | 5—220    | 8000          | Твёрдая | Илл. А. Акатьева. В составе сб.                                    |
| 2000       | В ночь большого прилива                    | Центрполиграф                             | М.              | Владислав Крапивин. Собрание сочинение в 30 томах (книга 6)     | 51—266   | 10 000        | Твёрдая | Илл. В. Крапивина, П. Крапивина, Е. Медведева, оформл. И. Тугайбея |
| 2002, 2003 | Фантастика и приключения. Том 2            | Дрофа, Вече                               | М.              | Библиотека отечественной классической художественной литературы | 126—200  | 50000 + 15000 | Твёрдая | В составе антологии. «Далёкие горнисты», «В ночь большого прилива» |
| 2004       | В ночь большого прилива                    | Пушкинская библиотека, АСТ                | М.              | Внеклассное чтение                                              | 272      | 7000          | Твёрдая | Авторский сб. Илл. Е. Стерлиговой, П. Крапивина.                   |
| 2004       | В ночь большого прилива                    | АСТ, Сталкер                              | М., Донецк      | Всемирная детская библиотека                                    | 199—398  | 6000+3000     | Твёрдая | В составе сб. Илл. П. Крапивина, Е. Медведева, Е. Стерлиговой      |
| 2004       | Голубятня на жёлтой поляне                 | Эксмо                                     | М.              | Шедевры отечественной фантастики                                | 35—174   | 6000          | Твёрдая | В составе сб. Илл. П. Крапивина, Е. Медведева, Е. Стерлиговой      |
| 2005       | В ночь большого прилива                    | Эксмо                                     | М.              | Владислав Крапивин (Отцы-Основатели: русское пространство)      | 5—154    | 5000          | Твёрдая | В составе сб. Илл. на обл. В. Терминатова                          |
| 2009       | Фантастика и приключения. В 2 томах. Том 2 | Дрофа                                     | М.              | Библиотека отечественной классики                               | 70—208   | 3000          | Твёрдая | В составе антологии                                                |
| 2009       | Взрыв Генерального штаба                   | Эксмо                                     | М.              | Библиотека Командора                                            | 5—196    | 3000          | Твёрдая | В составе сб. Илл Л. Одинцовой, П. Крапивина                       |
| 2015       | В ночь большого прилива                    | Издательский Дом Мещерякова               | М.              | БИСС. Крапивин                                                  | 176      | 2500          | Твёрдая | Илл. Е. Стерлиговой                                                |
| 2017       | В ночь большого прилива                    | Издательский Дом Мещерякова               | М.              | Избранное. Книги Крапивина Владислава Петровича                 | 176      | 5000+5000     | Твёрдая | Илл. Е. Стерлиговой                                                |
| 2019       | Джонни Воробьев и все-все-все              | РОСМЭН                                    | М.              | Все истории                                                     | 137—308  |               | Твёрдая | В составе сб. Илл Е. Медведева, Е. Стерлиговой                     |
| 2019       | Голубятня на жёлтой поляне                 | Азбука, Азбука-Аттикус                    | СПб., М.        | Мир фантастики                                                  | 5—148    | 4000          | Твёрдая | В составе авторского сб. Илл. Е. Стерлиговой и С. Григорьева       |
| 2019       | Помоги мне в пути                          | Эксмо                                     | М.              | Фантастика В. Крапивина                                         | 207—366  | 2000          | Твёрдая | В составе авторского сб.                                           |
| 2021       | В ночь большого прилива                    | ИД «Сократ»                               | Екатеринбург    |                                                                 |          |               | Твёрдая | В составе сб.                                                      |
| 2023       | В ночь большого прилива                    | Азбука, Азбука-Аттикус                    | СПб.,М.         | Азбука-фантастика                                               | 5—192    | 3000          | Мягкая  | В составе сб. Оформл. обл. Т. Павловой, илл. на обл. Е.Стерлиговой |

| Год  | Название                | Издательство | Место издания | Серия      | Продолжительность | Примечание                      |
| ---- | ----------------------- | ------------ | ------------- | ---------- | ----------------- | ------------------------------- |
| 2008 | В ночь большого прилива | 1С-Паблишинг | М.            | Аудиокниги | 5 ч. 59 мин.      | Монолог. Текст читает К. Радциг |